# László Németh
László Németh (ur. 18 kwietnia 1901, zm. 3 marca 1975) – węgierski pisarz, eseista oraz tłumacz literatury czeskiej, angielskiej i rosyjskiej.
Był autorem książek eseistycznych (m.in. Magyarság és Európa z 1935 oraz Az értelmiség hivatása z 1944 roku) zawierających wizję odrodzenia Węgier, opartą na idei moralnego samodoskonalenia jednostek i dominującej roli chłopstwa w tworzeniu kultury narodowej, oraz teorie tak zwanej trzeciej drogi, zakładającą przekształcenie społeczeństwa w bezklasową zbiorowość wykształconych ludzi. Utwory literackie Németha łączyły analizę psychologiczną z elementami autobiografii i zawierały krytykę stosunków społecznych i politycznych okresu międzywojennego.

## Dzieła wybrane

### Powieści
- Żałoba (1935, polskie wyd. z 1980)
- Grzech (1936, polskie wyd. z 1968)
- Odraza (1947, polskie wyd. z 1965)
- Litość (1965, polskie wyd. z 1970)

### Dramaty
- Cseresnyés (1942)
- Galilei (1955)
- Ojciec i syn (1961, polskie wyd. w antologii Antologia współczesnego dramatu węgierskiego z 1980)

### Eseje
- Magyarság és Európa (1935)
- Az értelmiség hivatása (1944)